# Allium beesianum
Allium beesianum — вид рослин з родини амарилісових (Amaryllidaceae); поширений у південно-центральному Китаї.

## Опис
Цибулини скупчені, циліндричні, 0.5–1 см; оболонка коричнева. Листки лінійні, коротші від стеблини, завширшки 3–8 мм. Стеблина (20)30–50 см, циліндрична, вкрита листовими піхвами лише в основі. Зонтик півсферичний, нещільно мало квітковий. Оцвітина синя; зовнішні сегменти вузько-яйцювато-довгасті, 11–14(17) × 3–5.5 мм, верхівка тупа; внутрішні трохи довші та вужчі, ніж зовнішні. Період цвітіння: серпень — жовтень.

## Поширення
Поширення: південно-центральний Китай.
Населяє схили, луки; 3000–4200 м.

## Використання
Використовується в садівництві.